# Base aérienne 128 Metz-Frescaty
La base aérienne 128 Metz-Frescaty « Lieutenant-colonel Dagnaux » est une ancienne base militaire de l’Armée de l’air française située au sud de Metz, sur les communes d'Augny et Marly, en activité de 1955 à juin 2012. 
Le lieu est renommé Plateau de Frescaty en 2015 et accueille plusieurs activités : le centre d'entraînement des joueurs du FC Metz, un  entrepôt du groupe Amazon et un centre régional d'instruction de la Gendarmerie nationale s'y installera à partir de l'été 2025.

## Contexte historique

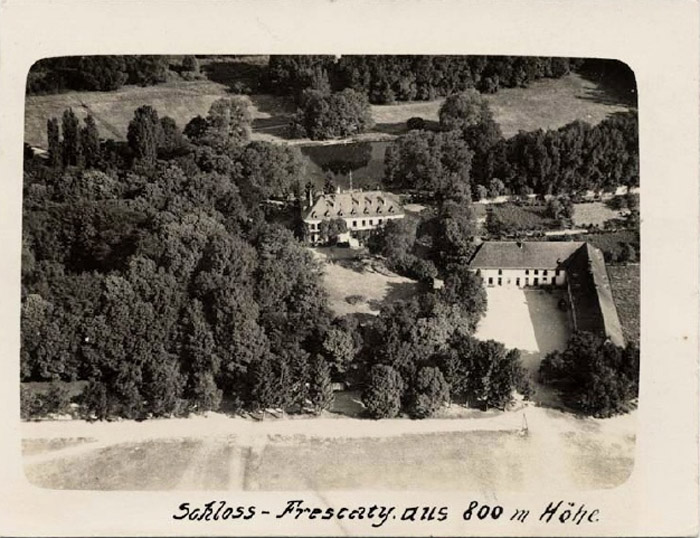
Vue aérienne du château de Frescaty.

Après la défaite des troupes françaises à la fin de la guerre franco-allemande de 1870, « la plus forte citadelle de la France » est rattachée au nouvel Empire allemand le 10 mai 1871, conformément au traité de Francfort. Metz devient le chef-lieu du district de Lorraine, intégré à la nouvelle Alsace-Lorraine et le restera jusqu'en 1919.
Avec le développement de la navigation aérienne, le gouvernement impérial allemand décide, au début du XXe siècle, de créer un terrain pour dirigeables au sud-ouest de la ville de Metz, entre le village d'Augny et le château de Frescaty. C'est au château de Frescaty, construit entre 1710 et 1714, qu'avait été signée, le 27 octobre 1870, la capitulation de Metz, entre le général Jarras, chef d'état-major général de l'armée du Rhin, et le chef d'état-major prussien. Une plaque de marbre au rez-de-chaussée désignait alors le lieu exact de cet événement. Le château sera détruit lors de la Seconde Guerre mondiale par les bombardements américains.

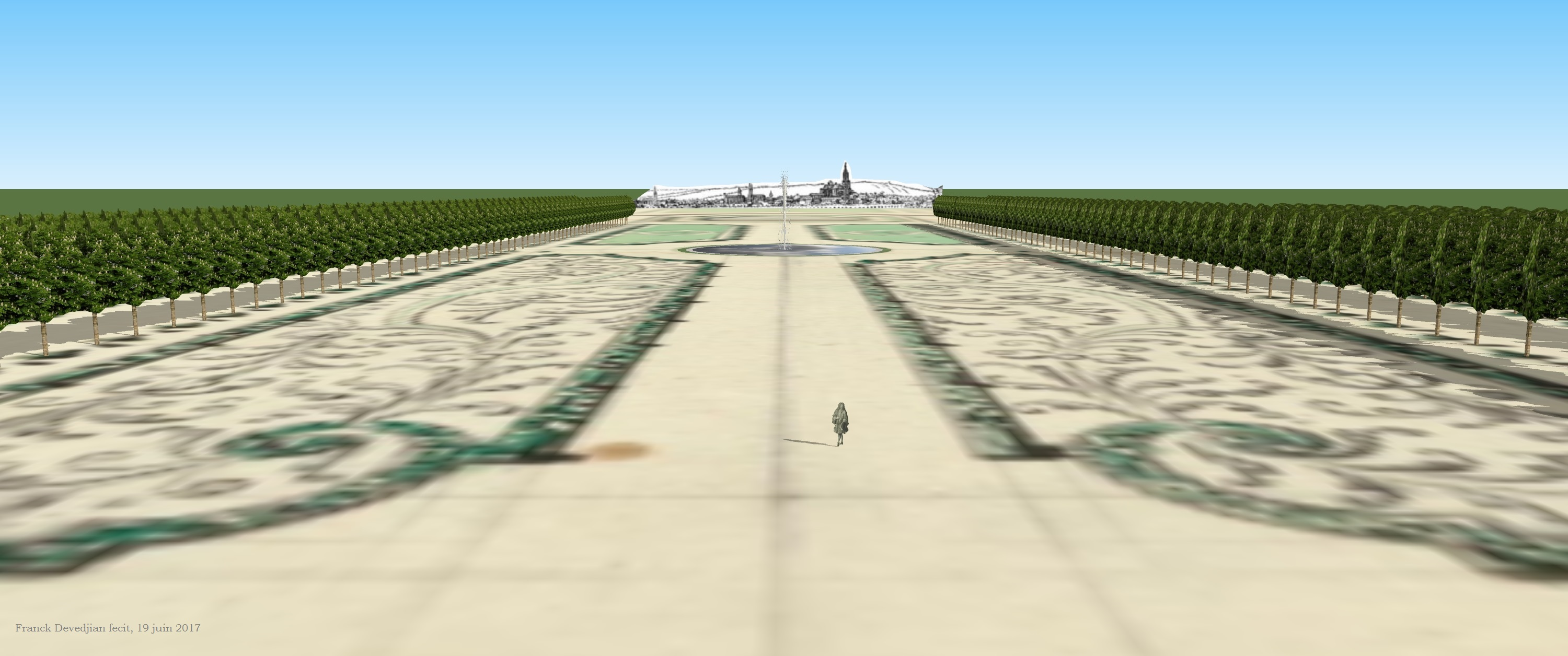
Vue de la grande perspective depuis le premier étage du château de Frescaty, vers 1715 (à l'emplacement de la future base aérienne). Dans le fond, la ville de Metz.

## Naissance du terrain d’aviation

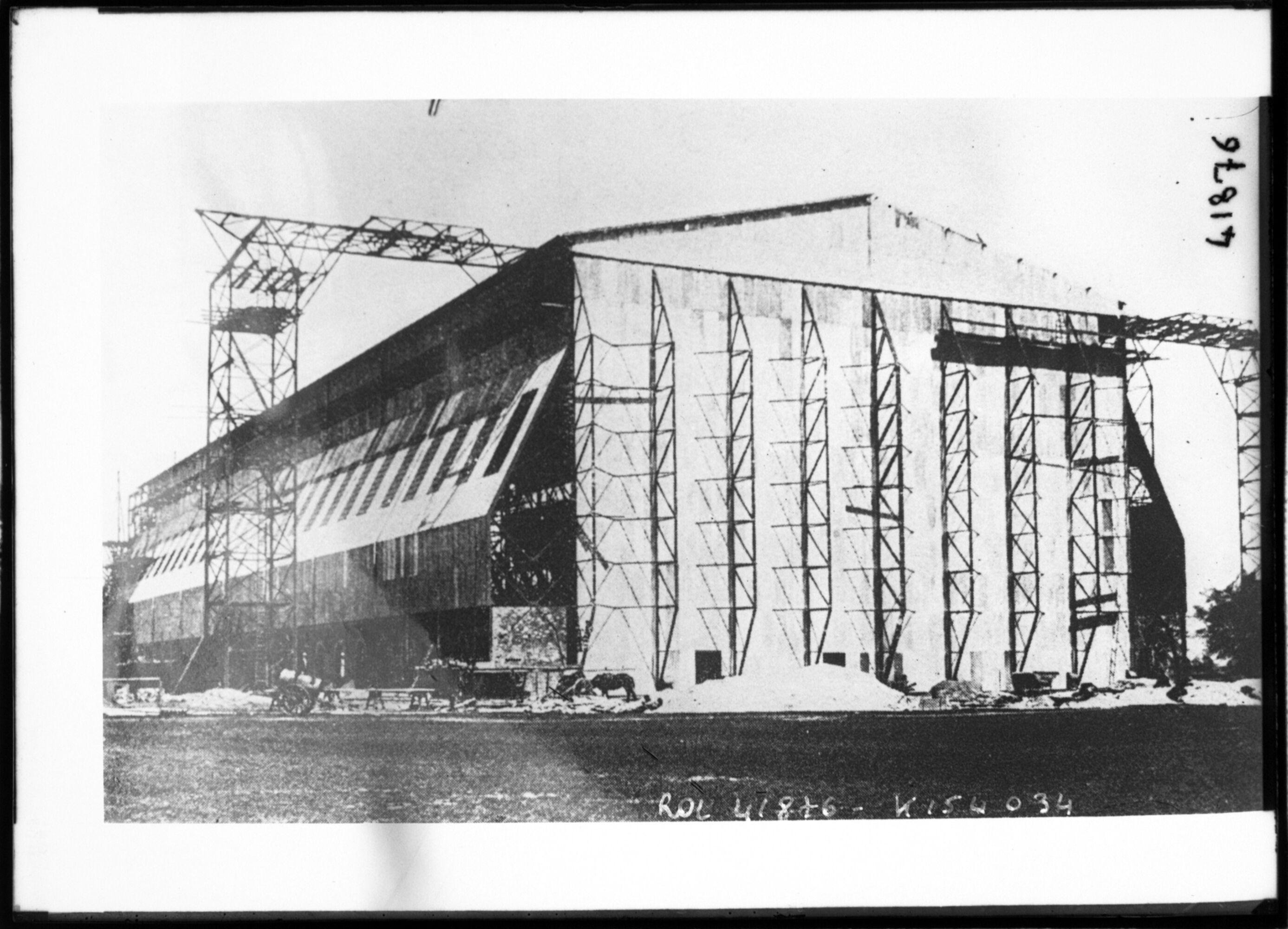
Hangar à dirigeables de Metz-Frescaty.

Le terrain de Frescaty est utilisé occasionnellement, depuis les débuts de l'aviation en Allemagne, pour servir de piste d'atterrissage aux nouveaux aéronefs. En 1909, la base reçoit un hangar à zeppelins aux dimensions impressionnantes. Celui-ci, de la taille d'une nef de cathédrale, mesure 150 mètres de longueur, pour 50 mètres de largeur et 25 mètres de hauteur. Le 4 juillet 1909, à 08 h 15, le terrain de Frescaty peut ainsi accueillir le zeppelin LZ3 en provenance de Friedrichshafen. À partir de 1910, le site devient un terrain d’aviation, base d’entraînement pour les futurs pilotes de la Luftstreitkräfte. Une école de pilotage est ainsi établie à Metz dès 1911, en même temps qu'à Döberitz et Strasbourg. Les As Oswald Boelcke et Otto Könnecke, ou encore les pilotes Alfred Keller, Friedrich Marnet et Karl Braun, y font leurs premiers essais. Lors des Kaisermanöver, les grandes manœuvres, du 15 mai 1912, les amateurs d'aéroplanes purent admirer, dans un ciel clément, un Zeppelin, un Parseval-Sigsfeld et plusieurs ballons captifs, en plus des habituels biplans et monoplans stationnés à Frescaty.

## Première Guerre mondiale
Des escadrilles sont basées sur le terrain militaire dès le début de la Première Guerre mondiale.
|                   |              |                             |                    |               |
| Commandement      | Siège        | Unité                       | Commandant         | Localisation  |
| XVI. Armeekorps   | Festung Metz | Feldflieger-Abteilung 2     | Hptm. Kirch        | Metz          |
| Gouvernement Metz | Metz         | Festungsflieger-Abteilung 1 | Hptm. von Kleist   | Metz-Frescaty |
|                   | Metz         | Feldluftschiffer-Trupp 18   | Olt. Rudersdorf    | Metz-Frescaty |
|                   | Metz         | Feldluftschiffer-Trupp 19   | Olt. Neidhardt     | Metz-Frescaty |
|                   | Metz         | Feldluftschiffer-Trupp 20   | Olt. Wolfenstetter | Metz-Frescaty |
|                   | Metz         | Feldluftschiffer-Trupp 21   | Olt. Schmitt       | Metz-Frescaty |

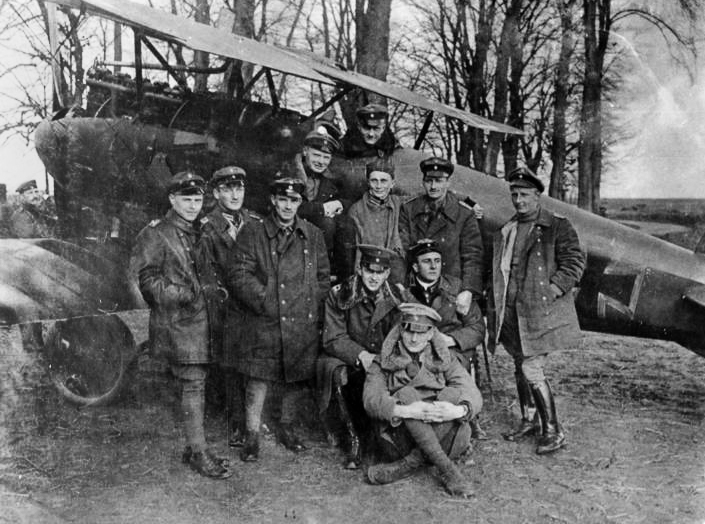
La Jasta 11 de Manfred von Richthofen en 1917.

En août 1914, Metz est la base arrière de la Feldfliegerabteilung 2. La section, commandée par le Hauptmann Kirch, appartient à la 2e compagnie du Flieger-Bataillon Nr. 4 de la Luftstreitkräfte.
Le terrain de Metz-Frescaty reçoit par ailleurs la Festungs-Fliegerabteilung 1, les Festungs-Luftschiffer-Trupps 18, 19, 20, 21 et 22. 
Dès le mois d'août 1914, les aviateurs français, qui décollent de Nancy ou Verdun, attaquent le terrain de Metz-Frescaty. Le 14 août 1914, les hangars des dirigeables Ersatz Z. II et Z. III sont bombardés par l'un des premiers bombardements aériens de la guerre. Les hangars sont détruits par les flammes, emportant les deux zeppelins, réformés depuis peu par la Heer pour obsolescence
Au cours du conflit, plusieurs aviateurs allemands trouveront la mort sur l'aérodrome de Frescaty : Walter Kövel (12.07.1917), Karl Amesmaie (20.01.1918), ou encore Ewald Lottmann et Karl Thurley (09.02.1918).
Durant ces quatre années, l’aérodrome voit passer tous les As de la Luftstreitkräfte, notamment le « Baron rouge », Manfred von Richthofen, alors à ses débuts. À la fin de la guerre, après la mort du pilote, l’aérodrome accueille son escadrille de chasse, la « Jasta 11 », du 28 septembre au 8 octobre 1918. À cette date, l'escadrille compte encore dans ses rangs Lothar von Richthofen, frère cadet du « Baron rouge », Ernst Udet ou Hermann Göring.
Pendant toute la durée du conflit, le terrain de Frescaty est régulièrement bombardé par les escadrilles françaises, jusqu’à l’armistice du 11 novembre 1918.
La France prend possession de la base de Frescaty en mars 1919.

## Entre deux-guerres
Le terrain de Frescaty est immédiatement réutilisé par l’Armée française (l’Armée de l’air n’existe pas encore) qui y crée le 1er août 1920 le 11e Régiment d’Aviation de Bombardement (RAB). 
Le caporal Jean Mermoz passe près d’une année à Metz-Frescaty à la 7e escadrille de ce régiment en 1921.
En 1933, plus de 200 avions français font une démonstration de force sur le terrain de Frescaty, qui devient officiellement une base aérienne - la base aérienne 111 - le 31 mai 1934.
La base est le siège du commandement de la 1re Région Aérienne, abrite les états-majors des 8e et 11e Brigades Aériennes, en plus du 11e RAB.

## Seconde Guerre mondiale

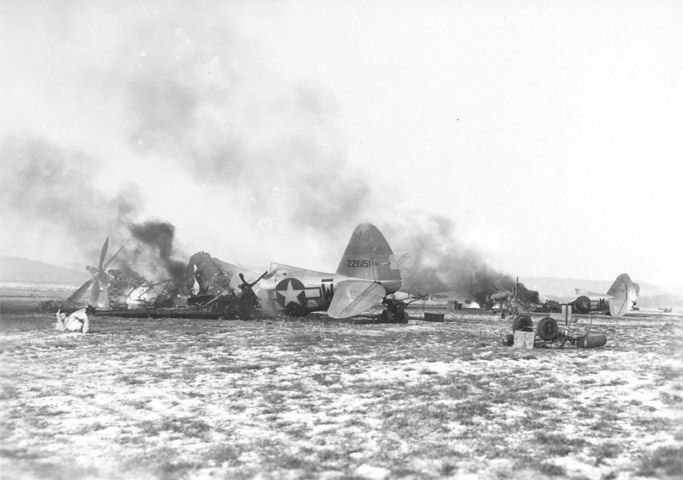
P-47 détruits sur la base « Y-34 » de Metz-Frescaty.

Pendant la Seconde Guerre mondiale, les terrains militaires de la base aérienne changent plusieurs fois de camps.
Le terrain de Frescaty est évidemment utilisé par l’Armée de l’air française après la déclaration de guerre à l’Allemagne, le 3 septembre 1939. Pendant la Drôle de guerre, le GAO 506, le GR I/22 et GR II/22 y sont basés. Le terrain est violemment bombardé par les bombardiers de la Luftwaffe en mai et juin 1940. Malgré une défense héroïque, les forces françaises sont défaites par l'Allemagne nazie et Metz redevient allemande.
Pendant l’Annexion au Troisième Reich, la Luftwaffe y installe une école de chasse. Le 4e escadron de chasse nocturne, ou Nachtjagdgeschwader 4, est créé à Metz le 18 avril 1941. Le NJG4 était équipé d'avions Messerschmitt Bf 110, Dornier Do 217 et de Junkers Ju 88G. La 3e division de chasse aérienne ou 3. Jagd-Division, commandée par le Generalleutnant Werner Junck est formée le 1er mai 1942, à Metz. Le 15 septembre 1943, elle est renommée 4. Jagd-Division. Rattachée au IIe Jagdkorps, la 4e division de chasse aérienne, commandée par le colonel Carl Vieck, reste basée à Metz. Des auxiliaires féminines de l'armée, les Blitzmädel, logées à Metz ou Montigny-lès-Metz, assurent les tâches administratives sur la base. Devant l'avancée des troupes américaines, la division est dissoute le 8 septembre 1944, au début de la Bataille de Metz.
La Schlachtgeschwader 103 (SG103), une unité d'attaque au sol, y est formée le 18 octobre 1943. L'As de la Luftwaffe Herbert Bauer commande le groupe II du 103e escadron à partir de juin 1944. Le terrain est bombardé à plusieurs reprises par les bombardiers Alliés, notamment les 14 et 18 août 1944. Avec l’avancée des troupes alliées, la base de Frescaty se trouve alors au cœur de la Bataille de Metz. Bauer reçoit la Croix de chevalier de la Croix de fer avec feuilles de chêne le 30 septembre 1944, pour l’ensemble de ses missions.
Face au 11e régiment de la 5e division américaine, les hommes de la 462e Volks-Grenadier-Division, qui défendent l'ancienne forteresse du Reich, opposent une résistance farouche. Le 11e Infantry regiment pense être tombé dans un nid de frelons lorsque les mitrailleuses MG 34 et MG 42  déployées sur le terrain, font entendre leurs crépitements.

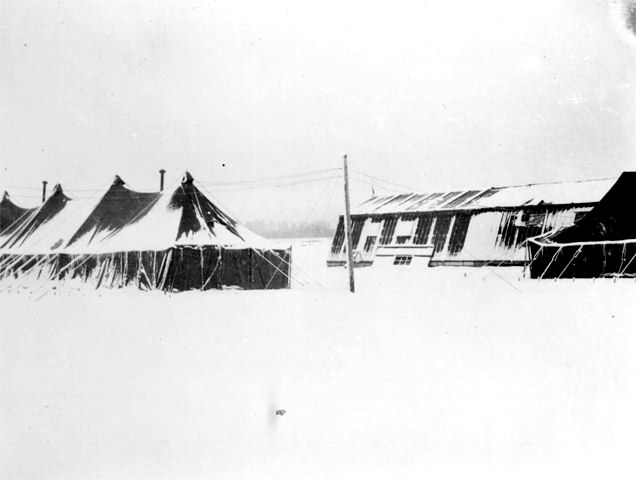
Hiver 1944-1945.

Les troupes du général Kittel défendent en effet avec pugnacité chaque hangar et chaque abri anti-aérien du terrain d’aviation. Sous la pression des troupes américaines, les hommes de Matzdorff se replient au Fort Prinz August von Württemberg.
En ce 16 novembre 1944, alors qu’une nuit froide et humide tombe sur la base aérienne, le 11th Infantry regiment a perdu pas moins de 4 officiers et de 118 hommes sur le terrain. Les pertes allemandes sont aussi lourdes. Retranché dans le fort, le SS-Sturmbannführer Werner Matzdorff se rend finalement une semaine après la garnison de Metz, le 29 novembre 1944, avec 22 officiers et 488 hommes, dont 80 blessés. Le drapeau à la croix gammée ne flottait plus à la base aérienne, faisant ainsi mentir l'inscription monumentale « Der Mann kann fallen, die Fahne nie » peinte sur l'un des murs de la base.
À partir du 29 novembre 1944, l’United States Air Force (USAAF) occupe les lieux, rebaptisant la base « Y-34 ». La base aérienne, bombardée à maintes reprises, est jonchée de carcasses d'appareils, du Messerschmitt Bf 110 au Focke-Wulf Fw 190. En janvier 1945, pendant l’opération Bodenplatte, les Bf-109 des II/JG-53 et IV/JG-53 de la Luftwaffe attaquent le terrain de Frescaty où sont stationnés les P-47D du 365e Fighter Group. Alors que 33 P-47 sont détruits au sol ou endommagés, la Jagdgeschwader 53 perd 13 pilotes et 20 Bf-109 au-dessus de l'objectif messin. La victoire revient aux Alliés.

## Après-guerre

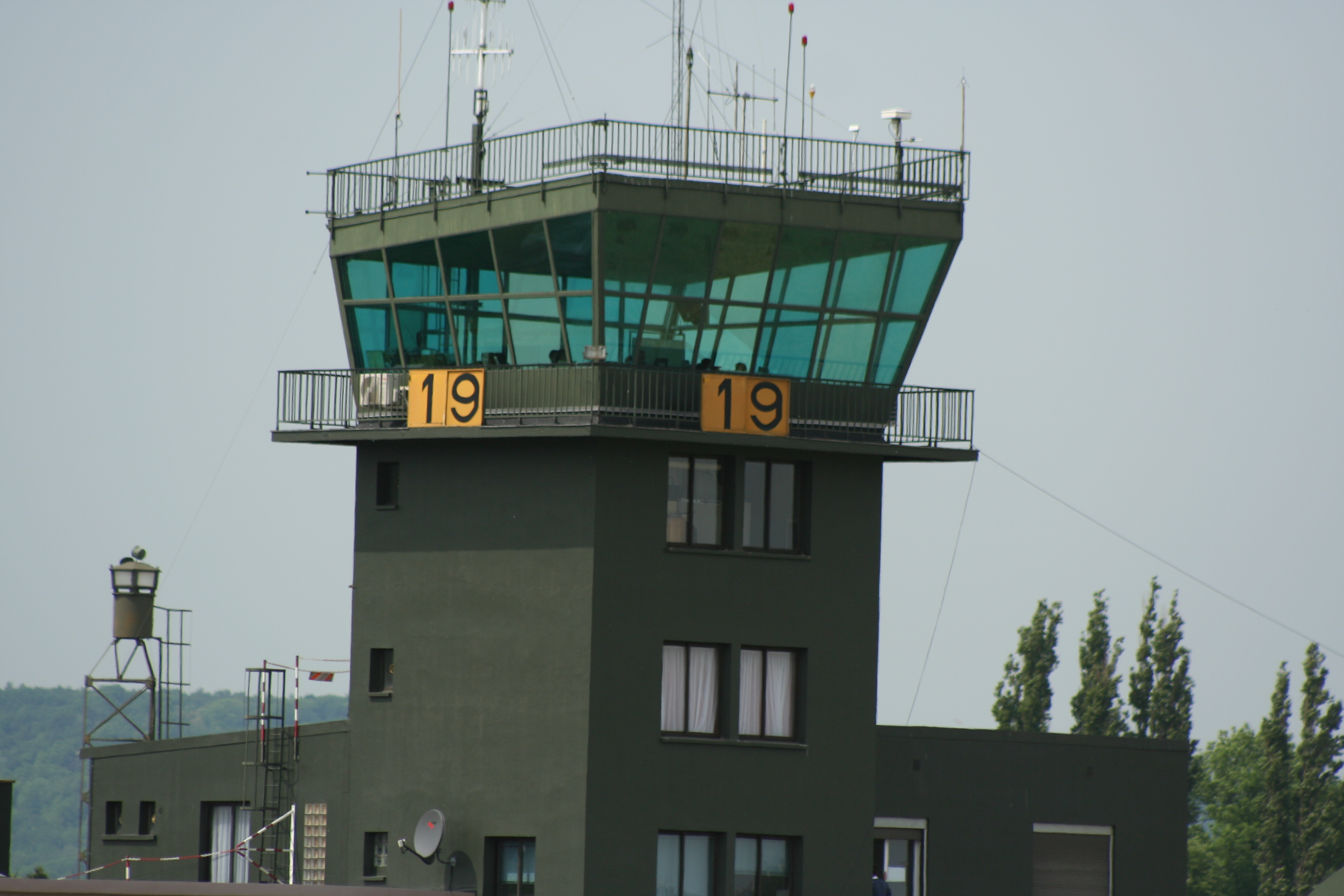
Tour de contrôle de la BA 128.

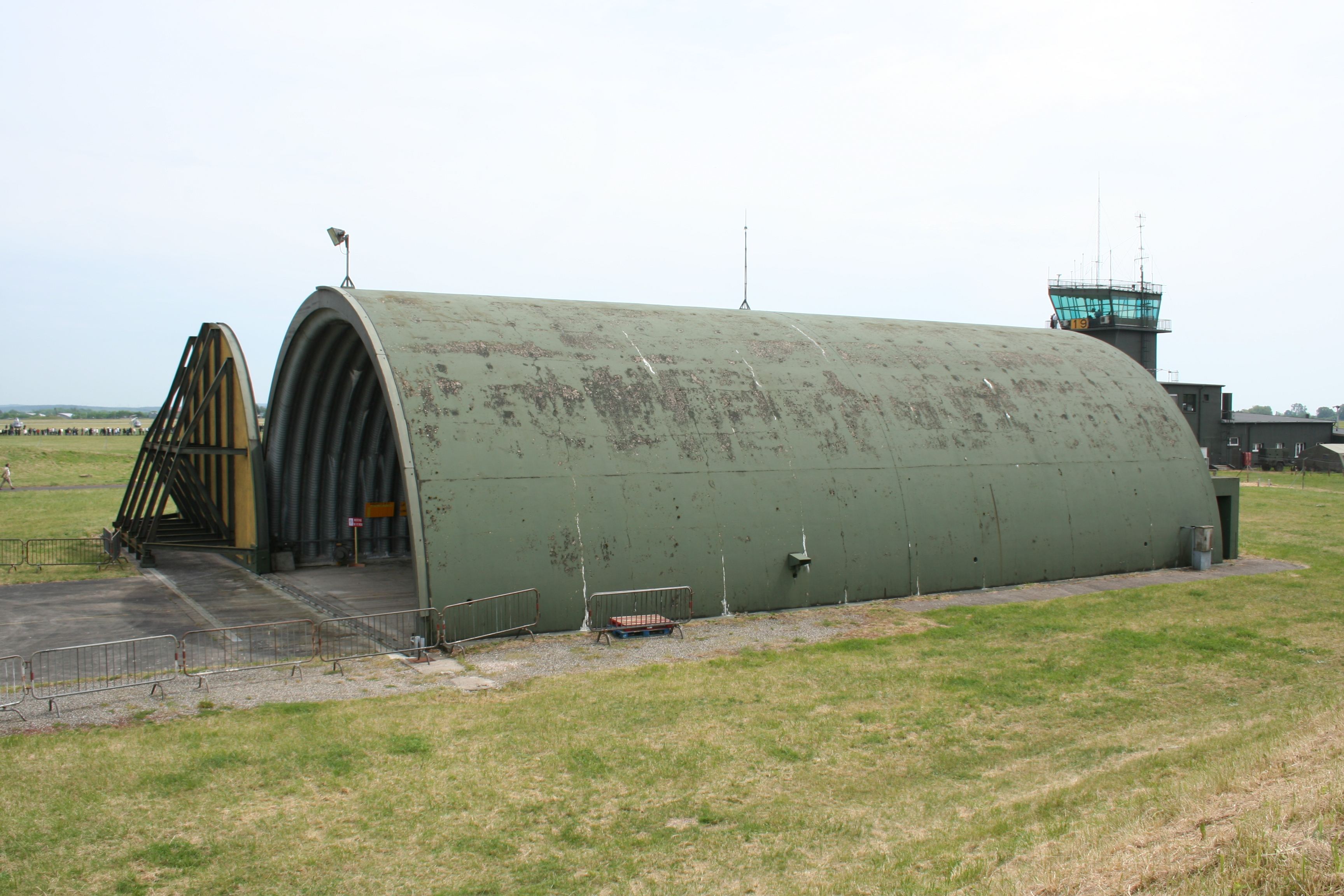
Hangar durci de la BA 128.

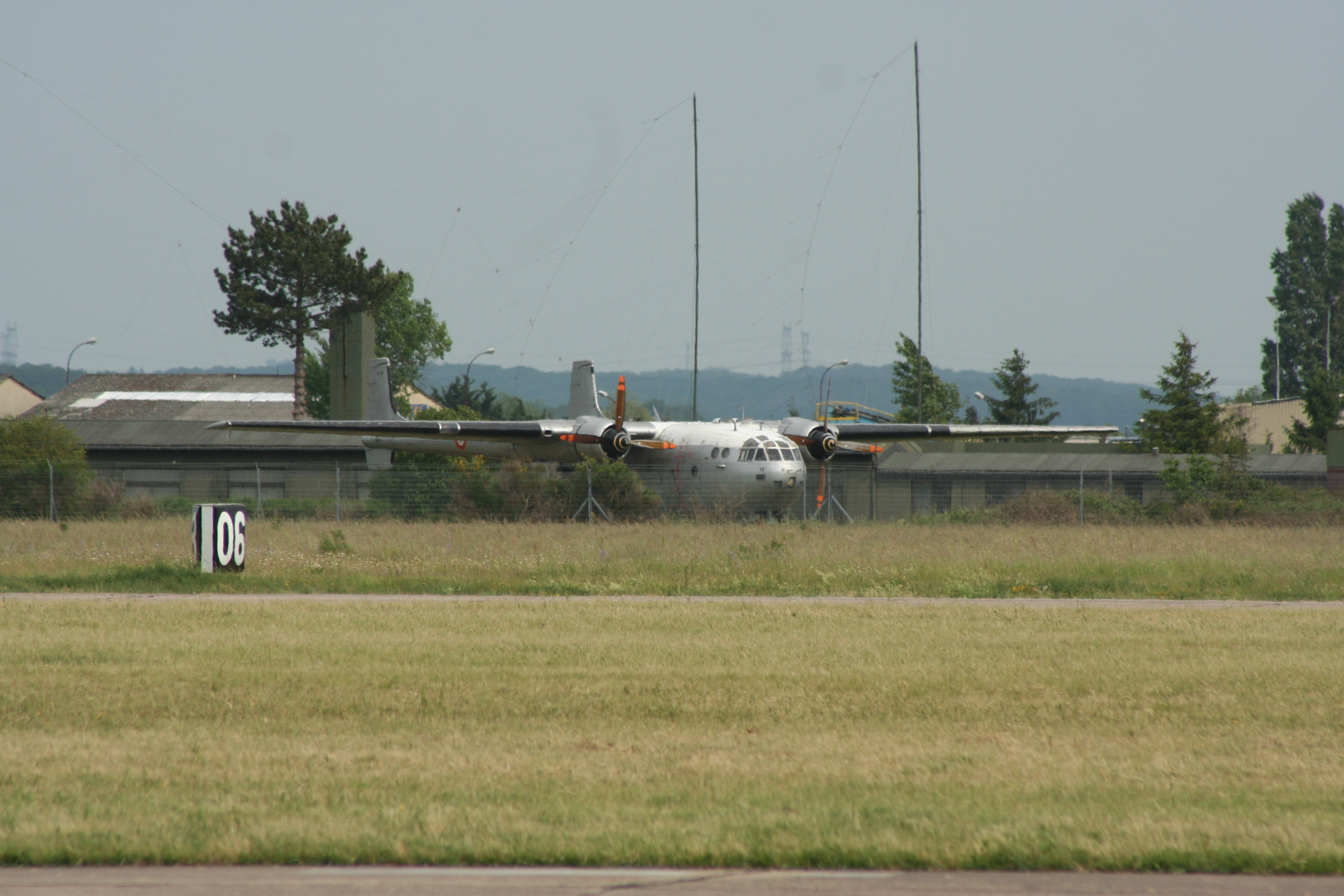
Anciens N2501 Gabriel à la base en 2007.

### Armée de l’air française
Le terrain est repris par l’Armée de l’air française le 29 mai 1945. L’Armée française entreprend aussitôt sa modernisation. De 1949 à 1995, la base aérienne forme ses nouvelles recrues au centre d’instruction militaire (CIM) du fort de Plappeville, sur les hauteurs de Metz. Des bâtiments et  des installations techniques sont construits. Une nouvelle piste d’envol en dur est inaugurée le 20 juillet 1951. Un taxiway et des aires de dispersions nord-est et ouest sont construits entre 1951 et 1954. L’aménagement du dépôt principal de carburant est réalisé en 1953. S’ajoutent à ces installations aéronautiques, un poste de commandement d'escadre, des bâtiments administratifs, des entrepôts, un mess pour les officiers, un mess pour les sous-officiers et des casernements pour la troupe. La base prend la dénomination de base aérienne opérationnelle 128 (BA 128), le 1er décembre 1955.
Le 23 avril 1956, l’Escadron de chasse 1/9 Limousin de la 9e Escadre de Chasse quitte sa base de Lahr en Allemagne pour s’installer à Frescaty. Il est suivi du 2/9 Auvergne qui vole également en F-84G Thunderjet avant de passer rapidement au F-84F Thunderstreak. Ces deux escadrons qui composent la 9e Escadre de Chasse restent à Frescaty jusqu’au 1er juillet 1965. Des ouvrages de défense aérienne du territoire sont aménagés entre 1957 et 1963. Les installations du military common area control sont aussi aménagées à cette époque. En octobre 1961, l’Escadron de Chasse 2/7 Nice installe ses Mystère IVA. Le 2/7 prend la désignation d’Escadron de Chasse 2/8 Nice le 1er février 1964 et prend ses quartiers sur la BA 120 de Cazaux.
Le 1er juillet 1965, l’État-major de la Force Aérienne Tactique (FATAC) est transféré de la base de Dijon à Frescaty. Le 1er janvier 1966, l’Escadron de liaison aérienne 41 est créé à la BA 128, suivi quelques mois plus tard, le 1er juillet 1966, de l’Escadrille électronique 1/54 Dunkerque. Un nouveau balisage de la piste est réalisé. Un hangar à avions grande portée, équipé pour avions Nord 2501, est ajouté en 1967.
Des installations radar et un relais automatique d’informations digitales sont installés entre 1967 et 1969. En 1970, un hangar type STBA[Quoi ?] et un hangar destiné au service local constructeur sont construits. La base se développe toujours avec la construction et l’aménagement d’abris à avions supplémentaires, mais aussi de logements, de bureaux et de garages. L’Escadron d’hélicoptères 2/67 Valmy de Saint-Dizier arrive à Frescaty le 1er septembre 1972. Il y reste jusqu’à sa dissolution le 31 août 2004. En 1977, la piste est rénovée. En 1981, un poste de commandement souterrain est réalisé.
La base aérienne 128 soutenait alors l’état-major de la force aérienne de combat. Pour assurer les missions de liaison, elle disposait d’unités équipées de Transall C160 G Gabriel, de Nord 262 Frégate, de TBM 700 et d’hélicoptères Fennec AS 555. 

La base accueille, jusqu'à l'été 2011, les deux escadrons navigants suivants :
- escadron de transport mixte 1/40 Moselle ;
- escadron électronique aéroporté 1/54 Dunkerque.

Le Centre d’instruction des équipages d’hélicoptères 341 (CIEH.341) est installé sur la BA 128 le 1er septembre 2006. La cérémonie de remise du brevet de pilote aux neuf premiers élèves a lieu le 15 décembre suivant. Cette unité quitte également la BA 128 fin juillet 2011 pour la BA 115 d'Orange.
Deux autres unités spécialisées dans les télécommunications - le Groupe de télécommunications 10.801 et le Centre de détection et de contrôle mobiles 90.540 sont également présentes à la base, faisant de la BA 128 la plus importante plateforme de télécommunications tactiques de l'Armée de l'air jusqu'à sa fermeture.
Le plan de modernisation de la Défense annoncé en juillet 2008 par le Premier ministre François Fillon prévoit la fermeture de la BA 128 en août 2012. À cette époque, la base emploie encore 2 500 personnes. Quatre années plus tard, la garnison ne comprend plus que 1 250 personnes. La base est dissoute le 21 juin 2012 et sa fermeture administrative a lieu le 31 août suivant.

### Gendarmerie

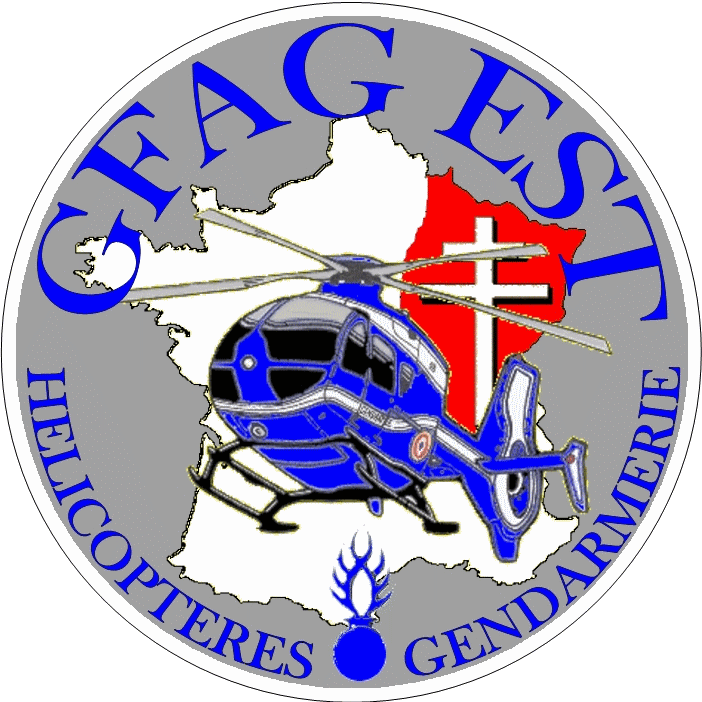
L’écusson du GFAG EST.

La gendarmerie nationale déplace son hélicoptère de Belleville-sur-Meuse vers la base de Frescaty en février 1961, en face de la villa[Quoi ?]. En 1995, de nouvelles installations voient le jour.
Les appareils affectés à Frescaty furent successivement :
- Bell 47 G1 ; (maintenant hors service)
- Alouette II ; (maintenant hors service)
- AS 350 Écureuil. (maintenant hors service)
- EC 135 eurocoptère

Depuis 2005 s'y trouve le Groupement des Forces Aériennes Gendarmerie Est (GFAG EST) dont dépendent les unités suivantes :
- Section Aérienne Gendarmerie (SAG) de Metz ;
- Détachement Aérien Gendarmerie (DAG) de Metz (BA128 Metz Frescaty) : 1 EC135 T2+ Ketoupa + 1 AS 350BA Écureuil ;
- Détachement Aérien Gendarmerie (DAG) de Colmar (Colmar-Meyenheim) : 1 EC135 T2+ Ketoupa ;
- Section Aérienne Gendarmerie (SAG) de Dijon ;
- Détachement Aérien Gendarmerie (DAG) de Dijon (Base aérienne 102 Dijon-Longvic) : 1 EC135 T2+ Ketoupa + 1 AS 350BA Écureuil

Depuis la fermeture de la BA 128 en août 2012, cette unité de gendarmerie demeure la seule unité aérienne opérationnelle sur le site de Frescaty.

### Utilisation civile
Des vols civils sont effectués à partir d’une petite aérogare civile située sur la partie orientale de la piste. Au début des années 1980 il accueillait 100 000 passagers par an, avec des lignes régulières vers Paris, Lille, Mulhouse, Lyon et Mönchengladbach. En 2001 et 2002, 4 921 et 5 133 mouvements commerciaux sont enregistrés. Les vols commerciaux ont cessé avec la mise en service de l’Aéroport de Metz-Nancy-Lorraine. Le Concorde est venu à plusieurs reprises à Metz-Frescaty, puis à Metz-Nancy-Lorraine.

## Fermeture et reconversion
Après la fermeture de 2012, la majeure partie du terrain qui ne nécessite pas de dépollution pyrotechnique est acquise par Metz Métropole, pour conserver ce point stratégique au sud de la ville, à proximité directe des points d'accès de l'autoroute A31. La base est renommée « Plateau de Frescaty » en 2015. Un développement de zones agricoles pour les circuits courts et l'installation d'une vingtaine d'entreprises diverses est envisagé. Le 12 septembre 2015, dans le cadre du concours de labour national « Terres de Jim », un obus est déterré par un concurrent.
À la suite des annonces du président de la République François Hollande de créer entre 100 et 150 postes sur l'ancienne base en mars 2015, la société Tessi doit s'implanter en octobre 2015.
La société Écomouv y installe ses services et son centre d'appels de sa création en 2011 à sa disparition en 2015.
Le Football Club de Metz prévoit également d'y construire ses nouvelles installations d'entrainement et de formation, les actuelles situées à Longeville-lès-Metz devenant vétustes. Le projet majeur est l'utilisation du hangar HM17, anciennement utilisé pour le stockage d'avions, ainsi que la création de trois terrains d'entrainement sur le domaine de la base. La surface de ce camp d'entrainement couvrirait alors environ 25 hectares. À l'été 2017, le projet est toujours à l'étude avec Metz Métropole. Les joueurs messins y effectuent leur premier entraînement le 1er juillet 2019.
Le groupe de commerce en ligne Amazon construit sur le site de Frescaty un entrepôt de 186 000 m2 dont l'ouverture a lieu en 2021. D'ici trois ans, 1 000 emplois en CDI doivent être créés. Des aménagements paysagers extérieurs sont prévus pour contrebalancer le coût écologique. Ce projet suscite certaines oppositions.
Un centre régional d'instruction de la Gendarmerie nationale s'installera sur 5 hectares de l'ancienne base à partir de l'été 2025. À terme, environ 2 000 gendarmes y seront formés chaque année.